# Den svobody (Bělorusko)
Den Svobody (Дзень Волі) je neoficiálním svátkem Běloruska, který se slaví 25. března na památku vzniku Běloruské lidové republiky (BLR) v roce 1918.

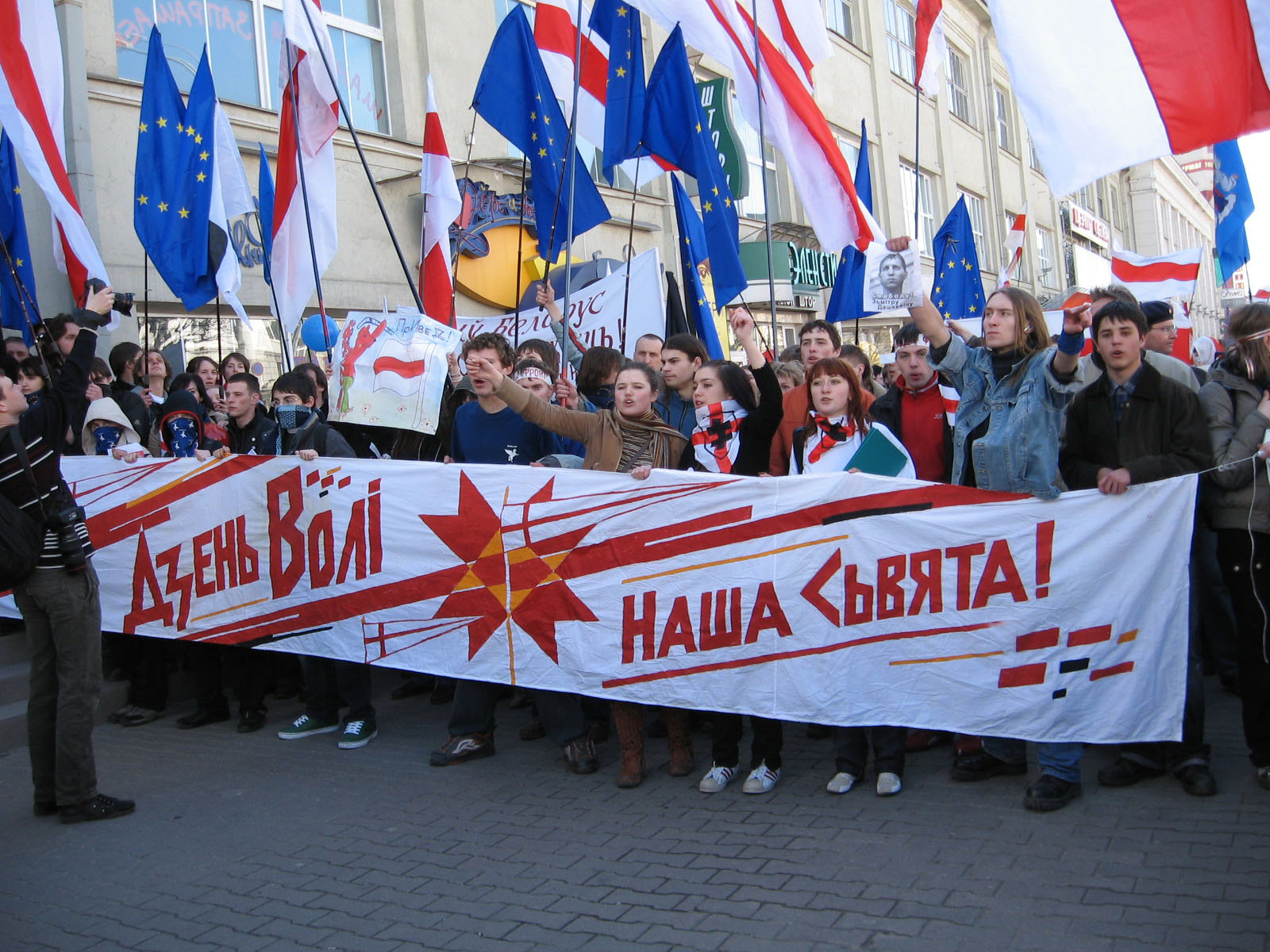
Pochod oslav Den svobody, který vedla běloruská opozice v roce 2007

Tento svátek slaví lidé a skupiny, kteří jsou opozicí současné běloruské vlády Alexandra Lukašenka. Vláda svátek odmítá a uvádí důvod, že BLR byla vytvořena Němci, kteří Bělorusko v roce 1918 okupovali. Oslavy svátku jsou každoroční příležitostí pro demonstrace proti vládě prezidenta Lukašenka.